# Yulimar Rojas
Yulimar Rojas Rodríguez (phát âm tiếng Tây Ban Nha: [ʝuliˈmaɾ ˈroxah]; còn được gọi là Yolimar Rojas; sinh ngày 21 tháng 10 năm 1995) là một vận động viên người Venezuela, đang giữ kỷ lục thế giới về môn nhảy xa ba bước nữ. Cô là nhà vô địch Thế vận hội Mùa hè 2020, nhà vô địch thế giới hai lần (London 2017 và Doha 2019) và hai lần vô địch trong nhà thế giới (Portland 2016 và Birmingham 2018). Lớn lên ở một vùng đất thiếu thốn của Venezuela, cô đã thành công trong các môn thể thao khác khi còn là một thiếu niên nhưng không thể tiếp tục tập luyện do thiếu cơ sở vật chất. Cô chuyển đến Guadalajara, Tây Ban Nha, vào năm 2015 để tiếp tục đào tạo điền kinh. Cô là người nhận Huân chương José Félix Ribas - Hạng nhất của Venezuela.
Cô nắm giữ cả hai kỷ lục thế giới nhảy xa ba bước nữ: kỷ lục thế giới đạt 15,67 m cá nhân của cô, được thiết lập trong Thế vận hội mùa hè 2020 ở Tokyo, Nhật Bản, vào ngày 1 tháng 8 năm 2021, là lần nhảy cuối cùng của cô trong vòng chung kết. Cô đã đánh bại kỷ lục thế giới trước đó, do Inessa Kravets của Ukraine lập vào năm 1995, 17 cm (6,69 inch). Cô cũng giữ kỷ lục thế giới trong nhà là 15,43 m. Kể từ năm 2015, cô đã nắm giữ và tiếp tục đánh bại các kỷ lục quốc gia của Venezuela ở môn nhảy xa ba bước và nhảy xa.

## Thành tích

### Thế vận hội Mùa hè 2020
Vào ngày 1 tháng 8 năm 2021, Rojas đã giành được huy chương vàng tại Tokyo 2020. Với cú nhảy đầu tiên của mình, cô đã thiết lập một kỷ lục Olympic 15.41 m (50 ft 61⁄2 in), đánh bại kỷ lục 15.39 m (50 ft 53⁄4 in) của Françoise Mbango tại Bắc Kinh năm 2008. Ở lần nhảy cuối cùng, Rojas đã có bước nhảy khó tin khi đạt thành tích 15,67m. Không chỉ phá kỷ lục Olympic do chính mình vừa lập trước đó ít phút, Rojas còn phá sâu kỷ lục Thế giới với 17 cm nhiều hơn. Kỷ lục cũ là 15,50m do VĐV người Ukraine - Inessa Kravets lập nên từ năm 1995.

## Đời sống riêng tư
Rojas công khai là đồng tính nữ và là một nhà hoạt động LGBT.
Cô đã cảm ơn cố tổng thống Venezuela Hugo Chávez vì đã thúc đẩy thể dục ở Venezuela, điều này cho phép những công dân nghèo khó như cô tham gia thể thao.